# یواس‌اس ایندیپندس (۱۸۱۴)
یواس‌اس ایندیپندس (۱۸۱۴) (به انگلیسی: USS Independence (1814)) یک کشتی بود که طول آن ۱۹۰ فوت ۹ اینچ (۵۸٫۱۴ متر) بود. این کشتی در سال ۱۸۱۴ ساخته شد.